# I. Rosztyiszlav kijevi nagyfejedelem
I. Szent Rosztyiszlav Msztyiszlavics (oroszul: Ростислав Мстиславич), (1108 – 1167. március 19.) kijevi nagyfejedelem 1154-ben, 1159-től 1161-ig és 1161-től haláláig.

## Szmolenszki fejedelemsége
Rosztyiszlav Msztyiszláv kijevi nagyfejedelem és felesége, Krisztina svéd hercegnő harmadik fia volt. Nagykorúvá válásakor apja a Szmolenszki fejedelemséget adományozta neki. Szmolenszkben hagyományosan erős volt a népgyűlés, a vecse befolyása, Rosztyiszlav pedig nem változtatott ezen a berendezkedésen. Jól működött együtt a polgársággal, képes volt befolyásukat a saját céljainak elérésre kihasználni. A krónikák alapján Rosztyiszlav a békés, szervező munkát kedvelte, fő célja Szmolenszk építése, gazdagítása, gazdaságilag a többi fejedelemségtől függetlenné tétele volt. Összehívatta a fejedelemség valamennyi városának és falvának képviselőit és beszámolójuk alapján összeíratta a településeket, az általuk használt földeket és termelt árukat, a kereskedelem helyzetét. Lelkes könyvbarát volt, Szmolenszkben a világi és egyházi irodalom nagy gyűjteményét állította össze.
Mindemellett Rosztyiszlav részt vett a nagyfejedelmi trónért vívott küzdelemben, ahol Izjaszlav bátyját támogatta; az oldalán harcolt 1147-1151-ben Jurij Dolgorukij ellen.

## Kijevi nagyfejedelemsége
Izjaszlav 1154 novemberében történt halála után annak társuralkodója, az idős Vjacseszlav Rosztyiszlavot hívta meg maga mellé a trónra. Novgorod (amelyet ebben az évben rövid ideig Rosztyiszlav kormányzott, miután a korábbi fejedelmet a nép elkergette; a tisztséget aztán átadta David fiának) és Rjazany elismerte vezetését, azonban Jurij Dolgorukij és a csernyigovi Izjaszlav is pályázott a trónra és Vjacseszlav 1154 decemberi (vagy 1155 eleji) halála után sereggel indultak Kijevbe. A szenioritási örökösödés szerint mindkettőjüknek erősebb volt a trónigénye mint Rosztyiszlavé, aki sebtében összeszedett csapataival a szmolenszki fejedelemség területén találkozott Jurijjal. Összecsapásra nem került sor, Rosztyiszlav elismerte nagybátyja elsőbbségét. Kijevet eközben elfoglalta Izjaszlav, de Jurij seregének közeledtére békésen visszavonult.
Jurij két évvel később, 1157-ben meghalt (feltehetően megmérgezték a bojárok) amikor már Rosztyiszlav és Izjaszlav készültek ellene a fegyveres fellépésre. Az új fejedelem Izjaszlav lett, aki azonban már a következő évben konfliktusba keveredett Jaroszlav halicsi fejedelemmel. Jaroszláv szövetségre lépett Rosztyiszlavval és annak unokaöccsével Msztyiszlav volhíniai fejedelemmel és közös erővel elűzték a kijevi uralkodót és helyét Rosztyiszlav foglalta el. A szmolenszki herceg nem akart önkényes trónbitorlónak látszani és előtte lebegett Jurij Dolgorukij példája is, ezért mielőtt elfogadta volna a trónt követeket küldött Kijevbe, Novgorodba és Szmolenszkbe, kérve a bojárokat, hogy ismerjék el nagyfejedelemségét. 

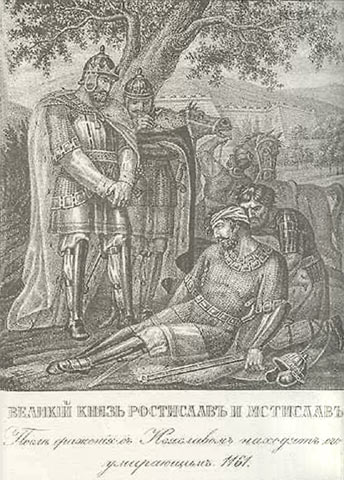
Rosztiszlav és unokaöccse, Msztyiszlav a haldokló Izjaszlav előtt (Borisz Csorikov, 1836)

1159-ben seregeivel délre vonult, hogy visszafoglalja az irreguláris fosztogató csapatok által megszállt Olesje városát a Dnyeper alsó folyásánál. Távollétét kihasználva Izjaszlav a kunok segítségével pusztító betörést intézett a Szmolenszki fejedelemségbe. 1161 februárjában kun zsoldosaival együtt átkelt a befagyott Dnyeperen és meglepetésszerűen elfoglalta Kijevet, Rosztyiszlav pedig menekülni kényszerült. Azonban négy héten belül megérkezett a halicsi és volhíniai segítség, a kunok cserbenhagyták, így Izjaszlav helyzete tarthatatlanná vált és délnek menekült, ahol a kijevi vazallus úzok március 6-án megölték.            
Rosztyiszlav uralkodása ezután meglehetősen nyugalmasan zajlott, különösen a korábbi évekkel való összehasonlításban. A nagyfejedelem mindig igyekezett elsimítani és békésen megoldani a felmerülő konfliktusokat. 1162-ben visszaverte a kunok úzok elleni támadását, ezután békét kötött a nomádokkal és Rurik fia feleségül vette a kán lányát. 1165-ben a Szmolenszki fejedelemséghez csatolta Vityebszket.
1166-ban a kunok megszállták a Dnyeper zúgóit és az orosz és bizánci kereskedőket fosztogatták. Rosztyiszlav követeket küldött az orosz hercegekhez, hogy gyűljenek Kijevbe csapataikkal együtt, majd a hatalmas sereggel a zúgókhoz vonult és biztosította a szabad kereskedelmet a hajózási szezon végéig.
1166-ban a novgorodiak elkergették fejedelmüket, Rosztyiszlav fiát, Szvjatoszlavot. A nagyfejedelem északnak indult, hogy megbékítse a város lakóit fiával. Szmolenszkhez érve a polgárok kedvelt fejedelmük elé mentek 300 versztával és ajándékokkal kedveskedtek neki. Útközben megbetegedett és nem tudta folytatni útját, ezért Velikije Lukiban fogadta a novgorodiak követeit és Szvjatoszlavot. Közbenjárására a bojárok elfogadták a fiát fejedelmüknek, egészen annak haláláig. Rosztyiszlav ezután visszaindult Kijevbe, Szmolenszkben állapota még rosszabbra fordult, de folytatta útját. 1167. március 14-én, útközben, Zaruba faluban érte a halál. Testét Kijevbe szállították, ahol a Szent Fjodor-kolostorban temették el. A pravoszláv egyház felvette a szentek sorába mint példás életű uralkodót, emléknapja március 14-én van.

## Gyermekei

### Fiai
- Roman (†1180. június 14) kijevi nagyfejedelem
- Rurik (†1212) kijevi nagyfejedelem
- Szvjatoszlav (†1170) novgorodi fejedelem
- David (1140 – 1197. április 23) szmolenszki fejedelem
- Msztyiszlav (†1180. június 13.) novgorodi fejedelem

### Lányai
- Jelena, feleségül ment II. Kázmér lengyel uralkodóhoz
- Agafja, feleségül ment Oleg Szvjatoszlavics novgorod-szeverszki fejedelemhez
- Agraféna (†1237), feleségül ment Igor Glebovics rjazanyi fejedelemhez
- ismeretlen nevű lány, feleségül ment Msztyiszlav Rosztyiszlavics rosztovi fejedelemhez

## Fordítás
- Ez a szócikk részben vagy egészben  a(z)   Ростислав Мстиславич című orosz Wikipédia-szócikk ezen változatának fordításán alapul.  Az eredeti cikk szerkesztőit annak laptörténete sorolja fel. Ez a jelzés csupán a megfogalmazás eredetét és a szerzői jogokat jelzi, nem szolgál a cikkben szereplő információk forrásmegjelöléseként.